# 22692 Carfrekahl
22692 Carfrekahl là một tiểu hành tinh vành đai chính với cận điểm quỹ đạo là 2.7948978 AU. Nó có độ lệch tâm là 0.1710576 và chu kỳ quỹ đạo là 2262.0652907 ngày (6.19 năm). It có vận tốc quỹ đạo trung bình là 16.21695929 km/s và độ nghiêng quỹ đạo là 16.55002°.
Nó được phát hiện ngày 26 tháng 8 năm 1998 ở Đài thiên văn Nam Âu.
Tiểu hành tinh này được đặt tên theo tên của Caroline và Frederikke Kahl, grandchildren of nhà thiên văn học, Leif Kahl Kristensen.